# Gran Premio de Italia de Motociclismo de 2024
El Gran Premio de Italia de Motociclismo de 2024 (oficialmente Gran Premio d'Italia Brembo) fue la sexta prueba del Campeonato del Mundo de Motociclismo de 2024. Tuvo lugar el fin de semana del 31 de mayo al 2 de junio de 2024 en el Autódromo Internacional del Mugello, situado en Scarperia e San Piero, Toscana (Italia).
La carrera al sprint de MotoGP fue ganada por Francesco Bagnaia, seguido de Marc Márquez y Pedro Acosta.
La carrera de MotoGP fue ganada por Francesco Bagnaia, seguido de Enea Bastianini y Jorge Martín. Joe Roberts fue el ganador de la prueba de Moto2, por delante de Manuel González y Alonso López. La carrera de Moto3 fue ganada por David Alonso, Iván Ortolá fue segundo y Collin Veijer tercero.
Esta prueba fue la cuarta ronda doble de la Temporada 2024 del Campeonato del Mundo de MotoE. La primera carrera de MotoE fue ganada por Mattia Casadei, Alessandro Zaccone fue segundo y Héctor Garzó tercero. La segunda carrera fue ganada por Kevin Zannoni, seguido de Mattia Casadei y Eric Granado.

## Resultados

### Resultados MotoGP

#### Carrera al sprint
| Pos.    | N.º | Piloto                | Equipo                       | Constructor | Vueltas | Tiempo    | Parrilla | Puntos |
| ------- | --- | --------------------- | ---------------------------- | ----------- | ------- | --------- | -------- | ------ |
| 1       | 1   | Francesco Bagnaia     | Ducati Lenovo Team           | Ducati      | 11      | 19:30.251 | 2        | 12     |
| 2       | 93  | Marc Márquez          | Gresini Racing MotoGP        | Ducati      | 11      | +1.469    | 4        | 9      |
| 3       | 31  | Pedro Acosta          | Red Bull GASGAS Tech3        | KTM         | 11      | +4.147    | 7        | 7      |
| 4       | 21  | Franco Morbidelli     | Prima Pramac Racing          | Ducati      | 11      | +5.421    | 6        | 6      |
| 5       | 12  | Maverick Viñales      | Aprilia Racing               | Aprilia     | 11      | +7.693    | 3        | 5      |
| 6       | 33  | Brad Binder           | Red Bull KTM Factory Racing  | KTM         | 11      | +8.271    | 13       | 4      |
| 7       | 49  | Fabio Di Giannantonio | Pertamina VR46 Racing Team   | Ducati      | 11      | +8.571    | 14       | 3      |
| 8       | 73  | Álex Márquez          | Gresini Racing MotoGP        | Ducati      | 11      | +8.846    | 8        | 2      |
| 9       | 41  | Aleix Espargaró       | Aprilia Racing               | Aprilia     | 11      | +8.984    | 9        | 1      |
| 10      | 25  | Raúl Fernández        | Trackhouse Racing MotoGP     | Aprilia     | 11      | +10.085   | 12       |        |
| 11      | 72  | Marco Bezzecchi       | Pertamina VR46 Racing Team   | Ducati      | 11      | +10.199   | 16       |        |
| 12      | 43  | Jack Miller           | Red Bull KTM Factory Racing  | KTM         | 11      | +13.988   | 19       |        |
| 13      | 42  | Álex Rins             | Monster Energy Yamaha MotoGP | Yamaha      | 11      | +14.137   | 10       |        |
| 14      | 44  | Pol Espargaró         | Red Bull KTM Factory Racing  | KTM         | 11      | +18.259   | 21       |        |
| 15      | 5   | Johann Zarco          | LCR Honda Castrol            | Honda       | 11      | +18.309   | 18       |        |
| 16      | 30  | Takaaki Nakagami      | LCR Honda Idemitsu           | Honda       | 11      | +19.374   | 23       |        |
| 17      | 37  | Augusto Fernández     | Red Bull GASGAS Tech3        | KTM         | 11      | +23.060   | 20       |        |
| 18      | 32  | Lorenzo Savadori      | Aprilia Racing               | Aprilia     | 11      | +24.596   | 22       |        |
| 19      | 10  | Luca Marini           | Repsol Honda Team            | Honda       | 11      | +25.587   | 24       |        |
| Ret     | 89  | Jorge Martín          | Prima Pramac Racing          | Ducati      | 7       | Caída     | 1        |        |
| Ret     | 36  | Joan Mir              | Repsol Honda Team            | Honda       | 4       | Caída     | 17       |        |
| Ret     | 23  | Enea Bastianini       | Ducati Lenovo Team           | Ducati      | 2       | Caída     | 5        |        |
| Ret     | 88  | Miguel Oliveira       | Trackhouse Racing MotoGP     | Aprilia     | 1       | Caída     | 11       |        |
| Ret     | 20  | Fabio Quartararo      | Monster Energy Yamaha MotoGP | Yamaha      | 1       | Caída     | 15       |        |
| Fuente: |     |                       |                              |             |         |           |          |        |

#### Carrera larga
| Pos.    | N.º | Piloto                | Equipo                       | Constructor | Vueltas | Tiempo    | Parrilla | Puntos |
| ------- | --- | --------------------- | ---------------------------- | ----------- | ------- | --------- | -------- | ------ |
| 1       | 1   | Francesco Bagnaia     | Ducati Lenovo Team           | Ducati      | 23      | 40:51.385 | 5        | 25     |
| 2       | 23  | Enea Bastianini       | Ducati Lenovo Team           | Ducati      | 23      | +0.799    | 4        | 20     |
| 3       | 89  | Jorge Martín          | Prima Pramac Racing          | Ducati      | 23      | +0.924    | 1        | 16     |
| 4       | 93  | Marc Márquez          | Gresini Racing MotoGP        | Ducati      | 23      | +2.064    | 3        | 13     |
| 5       | 31  | Pedro Acosta          | Red Bull GASGAS Tech3        | KTM         | 23      | +7.501    | 7        | 11     |
| 6       | 21  | Franco Morbidelli     | Prima Pramac Racing          | Ducati      | 23      | +9.890    | 6        | 10     |
| 7       | 49  | Fabio Di Giannantonio | Pertamina VR46 Racing Team   | Ducati      | 23      | +10.076   | 14       | 9      |
| 8       | 12  | Maverick Viñales      | Aprilia Racing               | Aprilia     | 23      | +11.683   | 2        | 8      |
| 9       | 73  | Álex Márquez          | Gresini Racing MotoGP        | Ducati      | 23      | +13.535   | 8        | 7      |
| 10      | 33  | Brad Binder           | Red Bull KTM Factory Racing  | KTM         | 23      | +15.901   | 13       | 6      |
| 11      | 41  | Aleix Espargaró       | Aprilia Racing               | Aprilia     | 23      | +19.182   | 9        | 5      |
| 12      | 25  | Raúl Fernández        | Trackhouse Racing MotoGP     | Aprilia     | 23      | +20.307   | 12       | 4      |
| 13      | 72  | Marco Bezzecchi       | Pertamina VR46 Racing Team   | Ducati      | 23      | +20.346   | 16       | 3      |
| 14      | 88  | Miguel Oliveira       | Trackhouse Racing MotoGP     | Aprilia     | 23      | +23.292   | 11       | 2      |
| 15      | 42  | Álex Rins             | Monster Energy Yamaha MotoGP | Yamaha      | 23      | +23.613   | 10       | 1      |
| 16      | 43  | Jack Miller           | Red Bull KTM Factory Racing  | KTM         | 23      | +28.417   | 19       |        |
| 17      | 44  | Pol Espargaró         | Red Bull KTM Factory Racing  | KTM         | 23      | +28.778   | 21       |        |
| 18      | 20  | Fabio Quartararo      | Monster Energy Yamaha MotoGP | Yamaha      | 23      | +30.622   | 15       |        |
| 19      | 5   | Johann Zarco          | LCR Honda Castrol            | Honda       | 23      | +31.457   | 18       |        |
| 20      | 10  | Luca Marini           | Repsol Honda Team            | Honda       | 23      | +32.310   | 24       |        |
| 21      | 32  | Lorenzo Savadori      | Aprilia Racing               | Aprilia     | 23      | +46.724   | 22       |        |
| Ret     | 30  | Takaaki Nakagami      | LCR Honda Idemitsu           | Honda       | 9       | Caída     | 23       |        |
| Ret     | 36  | Joan Mir              | Repsol Honda Team            | Honda       | 6       | Caída     | 17       |        |
| Ret     | 37  | Augusto Fernández     | Red Bull GASGAS Tech3        | KTM         | 4       | Retirado  | 20       |        |
| 1.      |     |                       |                              |             |         |           |          |        |
| Fuente: |     |                       |                              |             |         |           |          |        |

### Resultados Moto2
| Pos.    | N.º | Piloto                  | Constructor | Vueltas | Tiempo    | Parrilla | Puntos |
| ------- | --- | ----------------------- | ----------- | ------- | --------- | -------- | ------ |
| 1       | 16  | Joe Roberts             | Kalex       | 12      | 22:24.411 | 1        | 25     |
| 2       | 18  | Manuel González         | Kalex       | 12      | +0.067    | 4        | 20     |
| 3       | 21  | Alonso López            | Boscoscuro  | 12      | +0.934    | 3        | 16     |
| 4       | 3   | Sergio García           | Boscoscuro  | 12      | +1.192    | 2        | 13     |
| 5       | 79  | Ai Ogura                | Boscoscuro  | 12      | +1.253    | 12       | 11     |
| 6       | 44  | Arón Canet              | Kalex       | 12      | +1.859    | 9        | 10     |
| 7       | 13  | Celestino Vietti        | Kalex       | 12      | +2.618    | 10       | 9      |
| 8       | 28  | Izan Guevara            | Kalex       | 12      | +3.349    | 13       | 8      |
| 9       | 35  | Somkiat Chantra         | Kalex       | 12      | +3.450    | 8        | 7      |
| 10      | 24  | Marcos Ramírez          | Kalex       | 12      | +5.877    | 6        | 6      |
| 11      | 10  | Diogo Moreira           | Kalex       | 12      | +6.516    | 23       | 5      |
| 12      | 96  | Jake Dixon              | Kalex       | 12      | +10.969   | 15       | 4      |
| 13      | 53  | Deniz Öncü              | Kalex       | 12      | +11.782   | 14       | 3      |
| 14      | 84  | Zonta van den Goorbergh | Kalex       | 12      | +11.930   | 17       | 2      |
| 15      | 34  | Mario Aji               | Kalex       | 12      | +13.036   | 22       | 1      |
| 16      | 14  | Tony Arbolino           | Kalex       | 12      | +13.381   | 16       |        |
| 17      | 81  | Senna Agius             | Kalex       | 12      | +15.564   | 27       |        |
| 18      | 7   | Barry Baltus            | Kalex       | 12      | +15.618   | 20       |        |
| 19      | 75  | Albert Arenas           | Kalex       | 12      | +15.760   | 24       |        |
| 20      | 71  | Dennis Foggia           | Kalex       | 12      | +17.512   | 25       |        |
| 21      | 5   | Jaume Masiá             | Kalex       | 12      | +17.576   | 28       |        |
| 22      | 17  | Daniel Muñoz            | Kalex       | 12      | +17.779   | 21       |        |
| 23      | 20  | Xavier Cardelús         | Kalex       | 12      | +28.024   | 29       |        |
| 24      | 11  | Álex Escrig             | Forward     | 12      | +34.678   | 30       |        |
| 25      | 43  | Xavier Artigas          | Forward     | 12      | +35.265   | 31       |        |
| 26      | 19  | Mattia Pasini           | Boscoscuro  | 12      | +1:18.428 | 7        |        |
| Ret     | 22  | Ayumu Sasaki            | Kalex       | 10      | Caída     | 26       |        |
| Ret     | 12  | Filip Salač             | Kalex       | 7       | Retirado  | 19       |        |
| Ret     | 15  | Darryn Binder           | Kalex       | 5       | Caída     | 5        |        |
| Ret     | 54  | Fermín Aldeguer         | Boscoscuro  | 3       | Colisión  | 18       |        |
| Ret     | 52  | Jeremy Alcoba           | Kalex       | 3       | Colisión  | 11       |        |
| Fuente: |     |                         |             |         |           |          |        |

### Resultados Moto3
La carrera original a 17 vueltas fue parada por bandera roja en la vuelta 3 debido a una caída que involucró al italiano Filippo Farioli y a Xabier Zurutuza. La carrera fue reanuada de 17 a 11 vueltas.
| Pos.    | N.º | Piloto             | Constructor | Vueltas | Tiempo              | Parrilla | Puntos |
| ------- | --- | ------------------ | ----------- | ------- | ------------------- | -------- | ------ |
| 1       | 80  | David Alonso       | CFMoto      | 11      | 21:17.796           | 1        | 25     |
| 2       | 95  | Collin Veijer      | Husqvarna   | 11      | +0.142              | 4        | 20     |
| 3       | 6   | Ryusei Yamanaka    | KTM         | 11      | +1.253              | 13       | 16     |
| 4       | 72  | Taiyo Furusato     | Honda       | 11      | +1.700              | 8        | 13     |
| 5       | 64  | David Muñoz        | KTM         | 11      | +5.399              | 14       | 11     |
| 6       | 48  | Iván Ortolá        | KTM         | 11      | +12.556             | 2        | 10     |
| 7       | 58  | Luca Lunetta       | Honda       | 11      | +13.839             | 6        | 9      |
| 8       | 31  | Adrián Fernández   | Honda       | 11      | +13.971             | 17       | 8      |
| 9       | 12  | Jacob Roulstone    | Gas Gas     | 11      | +14.099             | 7        | 7      |
| 10      | 18  | Matteo Bertelle    | Honda       | 11      | +14.106             | 22       | 6      |
| 11      | 36  | Ángel Piqueras     | Honda       | 11      | +14.299             | 20       | 5      |
| 12      | 66  | Joel Kelso         | KTM         | 11      | +14.335             | 9        | 4      |
| 13      | 54  | Riccardo Rossi     | KTM         | 11      | +16.899             | 10       | 3      |
| 14      | 96  | Daniel Holgado     | Gas Gas     | 11      | +22.031             | 5        | 2      |
| 15      | 99  | José Antonio Rueda | KTM         | 11      | +22.091             | 3        | 1      |
| 16      | 10  | Nicola Carraro     | KTM         | 11      | +22.122             | 21       |        |
| 17      | 19  | Scott Ogden        | Honda       | 11      | +22.205             | 18       |        |
| 18      | 78  | Joel Esteban       | CFMoto      | 11      | +22.259             | 19       |        |
| 19      | 7   | Filippo Farioli    | Honda       | 11      | +25.656             | 16       |        |
| 20      | 55  | Noah Dettwiler     | KTM         | 11      | +25.857             | 26       |        |
| 21      | 22  | David Almansa      | Honda       | 11      | +33.633             | 24       |        |
| 22      | 5   | Tatchakorn Buasri  | Honda       | 11      | +37.688             | 25       |        |
| 23      | 70  | Joshua Whatley     | Honda       | 11      | +53.010             | 23       |        |
| Ret     | 82  | Stefano Nepa       | KTM         | 0       | Caída               | 12       |        |
| Ret     | 24  | Tatsuki Suzuki     | Husqvarna   | 0       | Caída               | 15       |        |
| DNS     | 85  | Xabier Zurutuza    | KTM         |         | No retomó la salida |          |        |
| Fuente: |     |                    |             |         |                     |          |        |

### Resultados MotoE

#### Carrera 1
La carrera a 7 vueltas fue parada por bandera roja debido a una caída que sufrió el alemán Lukas Tulovic.
| Pos.    | N.º | Piloto             | vueltas | Tiempo              | Parrilla | Puntos |
| ------- | --- | ------------------ | ------- | ------------------- | -------- | ------ |
| 1       | 40  | Mattia Casadei     | 7       | 13:37.214           | 4        | 25     |
| 2       | 61  | Alessandro Zaccone | 7       | +0.269              | 1        | 20     |
| 3       | 4   | Héctor Garzó       | 7       | +0.514              | 2        | 16     |
| 4       | 21  | Kevin Zannoni      | 7       | +1.376              | 5        | 13     |
| 5       | 51  | Eric Granado       | 7       | +1.443              | 3        | 11     |
| 6       | 9   | Andrea Mantovani   | 7       | +2.054              | 9        | 10     |
| 7       | 55  | Massimo Roccoli    | 7       | +3.917              | 11       | 9      |
| 8       | 11  | Matteo Ferrari     | 7       | +3.919              | 7        | 8      |
| 9       | 77  | Miquel Pons        | 7       | +4.666              | 10       | 7      |
| 10      | 29  | Nicholas Spinelli  | 7       | +5.244              | 6        | 6      |
| 11      | 99  | Óscar Gutiérrez    | 7       | +7.854              | 14       | 5      |
| 12      | 72  | Alessio Finello    | 7       | +7.999              | 8        | 4      |
| 13      | 34  | Kevin Manfredi     | 7       | +12.630             | 12       | 3      |
| 14      | 7   | Chaz Davies        | 7       | +17.250             | 16       | 2      |
| 15      | 6   | María Herrera      | 7       | +18.021             | 15       | 1      |
| 16      | 80  | Armando Pontone    | 7       | +18.269             | 17       |        |
| Ret     | 81  | Jordi Torres       | 6       | Caída               | 13       |        |
| DNS     | 3   | Lukas Tulovic      |         | No retomó la salida |          |        |
| Fuente: |     |                    |         |                     |          |        |

#### Carrera 2
| Pos.    | N.º | Piloto             | vueltas | Tiempo    | Parrilla | Puntos |
| ------- | --- | ------------------ | ------- | --------- | -------- | ------ |
| 1       | 21  | Kevin Zannoni      | 7       | 13:37.434 | 5        | 25     |
| 2       | 40  | Mattia Casadei     | 7       | +0.219    | 4        | 20     |
| 3       | 51  | Eric Granado       | 7       | +2.851    | 3        | 16     |
| 4       | 55  | Massimo Roccoli    | 7       | +2.862    | 11       | 13     |
| 5       | 9   | Andrea Mantovani   | 7       | +3.063    | 9        | 11     |
| 6       | 61  | Alessandro Zaccone | 7       | +3.168    | 1        | 10     |
| 7       | 11  | Matteo Ferrari     | 7       | +3.818    | 7        | 9      |
| 8       | 4   | Héctor Garzó       | 7       | +3.837    | 2        | 8      |
| 9       | 29  | Nicholas Spinelli  | 7       | +4.532    | 6        | 7      |
| 10      | 99  | Óscar Gutiérrez    | 7       | +4.944    | 14       | 6      |
| 11      | 77  | Miquel Pons        | 7       | +4.937    | 10       | 5      |
| 12      | 81  | Jordi Torres       | 7       | +5.220    | 13       | 4      |
| 13      | 72  | Alessio Finello    | 7       | +8.251    | 8        | 3      |
| 14      | 34  | Kevin Manfredi     | 7       | +9.837    | 12       | 2      |
| 15      | 80  | Armando Pontone    | 7       | +19.540   | 17       | 1      |
| 16      | 7   | Chaz Davies        | 7       | +19.592   | 16       |        |
| 17      | 6   | María Herrera      | 7       | +20.069   | 15       |        |
| DNS     | 3   | Lukas Tulovic      |         | No corrió |          |        |
| 1. 2.   |     |                    |         |           |          |        |
| Fuente: |     |                    |         |           |          |        |